# (21559) Jingyuanluo
(21559) Jingyuanluo (1998 QE78) – planetoida z pasa głównego asteroid okrążająca Słońce w ciągu 4,22 lat w średniej odległości 2,61 j.a. Odkryta 24 sierpnia 1998 roku.